# 埃文代爾 (路易斯安那州)
埃文代爾（英語：Avondale）是位於美國路易斯安那州傑佛遜堂區的一個普查規定居民點。

## 人口
根據2020年美國人口普查的數據，埃文代爾的面積為15.51平方千米，當中陸地面積為14.39平方千米，而水域面積為1.12平方千米。當地共有人口4582人，而人口密度為每平方千米295.42人。